# Альшиц, Яков Исаакович
Яков Исаакович Альшиц (1906—1982) — советский специалист в области конструирования и производства горных машин.

## Биография
Родился 15 (28 ноября) 1906 года в Житомире (ныне Украина). В 1921—1929 годах работал в разных кооперативах и госучреждениях. В 1929—1934 годах учился в ДИИ, по окончании которого получил квалификацию горного инженера-электромеханика. В 1934—1938 годах работал на Горловском машзаводе имени С. М. Кирова, на котором прошёл путь от инженера конструкторского бюро до замначальника цеха.
В 1938—1941 годах в Донецком индустриальном институте на должности доцента, кандидат технических наук (1940). В 1941 призван в РККА, работал в прифронтовой полосе в спецуправлении Наркома угля, где занимался строительством оборонительных сооружений для Южного фронта. После реорганизации спецуправления назначен начальником отдела штаба 8-й саперной армии. В 1942 отозван из армии для работы по восстановлению шахт Донбасса, и после непродолжительной работы на восстановлении шахт Луганской области получил назначение на Урал. В 1942—1948 годах — заместитель главного инженера и главный инженер Копейского машиностроительного завода, в 1948—1950 годах главный инженер Свердловского и Донецкого филиалов Гипроуглемаша.
С 1951 года и до конца жизни работал в ДПИ на кафедре «Горные машины»: доцент, профессор, заведующий кафедрой (с 1954), профессор-консультант. Доктор технических наук (1961).
Умер 28 марта 1982 года в Донецке.

## Научная работа
Сделал большой вклад в становление и развитие кафедры «Горных машин», в подготовке преподавательского состава высшей квалификации.
Автор учебного пособия «Горные машины» (1961). Основатель научной школы в области экспериментальных исследований, разработчик теории работы и расчёта горных машин с целью повышения их надежности и производительности. Разработал новые методы и специальную аппаратуру для исследования работы машин в лабораторных и производственных условиях, комплекс мер по повышению производительности и надежности очистных и проходческих комбайнов, и т. д..
Подготовил 20 кандидатов наук, опубликовал больше 60 научных работ, в том числе 12 изобретений и монографию «Аппаратура и методы исследований горных машин» (1969).
В Донецк, на здании Донецкого национального технического университета по адресу ул. Артема, 58, где с 1951 по 1982 год работал Яков Альшиц, установлена мемориальная доска.

## Награды, память
- орден Трудового Красного Знамени (1943)
- орден «Знак Почёта» (1942)
- пять медалей
- Знак «Шахтёрская слава» II степени
- Сталинская премия третьей степени (1949) — за разработку и внедрение в угольную промышленность мощных врубовых машин (проходческого комбайна типа КМП)